# シムス級駆逐艦
シムス級駆逐艦（英語: Sims-class destroyers）は、アメリカ海軍の駆逐艦の艦級。7カ所の造船所で建造され、1939年から40年にかけて就役した。ネームシップは、ウィリアム・シムス提督に因み命名された。第二次世界大戦に先立って建造された最後の艦級である。

## 概要

### 船体・兵装・機関
ベンハム級駆逐艦をベースに設計された。兵装について様々な案が出された後、ベンハム級より船体を若干大きくして建造される事となった。5インチ砲は従前どおり5基配備となり、魚雷発射管は1基減じて3基配備として、1基を首尾線上に、2基を両舷側に配備してマハン級駆逐艦と同じ配置となった。しかし、一番艦シムスが就役すると重大な問題が露呈した。重量過多とそれによるトップヘビー状態があまりにもひどく、早急な改修が行われた。すなわち、魚雷発射管を1基撤去して2基とも首尾線上に配置し直し、探照灯台の撤去やバラストの装着など、徹底した重量軽減策が実施された。二番艦ヒューズ以降は改善策を反映させてから竣工して就役した。機関はベンハム級と同一である。

### 戦歴・兵装の変遷
初めは全隻大西洋艦隊に配備された。真珠湾攻撃後はウェインライト、バック、ロウが大西洋戦線に留まり、残りは太平洋戦線に転じた。バックはサレルノ沖でUボートの攻撃により沈没し、ウェインライトとロウは地中海の戦いが幕を閉じると、本国に帰投して整備の上で太平洋戦線に移動した。太平洋戦線で戦った艦は、初期から日本海軍と激闘を演じた。珊瑚海海戦でシムスが沈没すると、続くミッドウェー海戦ではハムマンが、損傷した空母ヨークタウン (USS Yorktown, CV-5) に横付け中、伊168の雷撃で沈没した。9月15日にはオブライエンが、伊19が空母ワスプ (USS Wasp, CV-7) を狙って命中しなかった酸素魚雷の命中を受け、応急修理後に本国に帰投中、船体が折れて沈没した。ウォークも第三次ソロモン海戦で沈没した。残存艦はマーシャル諸島、ニューギニア、フィリピン、硫黄島、沖縄と転戦して大戦を生き残ったが、1946年までに全艦が退役した。残存艦の内3隻はオーバーホール途中に退役が決定しスクラップとされた。4隻はビキニ環礁での原爆実験であるクロスロード作戦に使用され1隻が最初の爆発で沈没、3隻は2年後に標的艦として撃沈された。
太平洋配備艦、大西洋配備艦ともども大戦中に40ミリ機関砲と20ミリ機銃を装備して対空火器を充実させた。神風特別攻撃隊が出現した後、魚雷発射管を全て降ろして対空火器のさらなる充実が図られることとなり、マスティン、ラッセル、モリスの3隻が当該改修を実施した。

## 同型艦
- シムス (USS Sims, DD-409)

由来の人物は、南北戦争後の砲術発展を促し、第一次世界大戦時に大西洋艦隊司令長官を務め、戦後に米軍の戦略的欠陥を指摘したウィリアム・シムス大将。
バス鉄工所にて1937年7月15日起工、1939年4月8日進水、1939年8月1日就役。1942年5月7日珊瑚海海戦にて戦没。
- ヒューズ (USS Hughes, DD-410)

由来の人物は、米西戦争時に砲艦ペトレル艦長を務め、ボートによるキャビテ港のスペイン艦強襲を実行したエドワード・M・ヒューズ中佐。
バス鉄工所にて1937年9月15日起工、1939年6月17日進水、1939年9月21日就役。1946年7月クロスロード作戦にて標的として使用、1946年8月28日退役後、1948年10月16日標的処分。
- アンダーソン (USS Anderson, DD-411)

由来の人物は、米西戦争以来、海外駐留艦隊司令官を歴任し、アジア艦隊長官時代に関東大震災救援を実施したエドウィン・アンダーソン大将。
フェデラル造船所にて1937年11月15日起工、1939年2月4日進水、1939年5月19日就役。1946年7月1日クロスロード作戦A実験により沈没、1946年8月28日退役。
- ハムマン (USS Hammann, DD-412)

由来の人物は、第一次世界大戦時にイタリアで水上機操縦に従事し、戦後ラングレー飛行場で事故死したチャールズ・H・ハムマン少尉。
フェデラル造船所にて1937年11月15日起工、1938年1月17日進水、1939年8月11日就役。1942年6月6日ミッドウェー海戦後のヨークタウン護衛中、伊号第百六十八潜水艦の雷撃により戦没。
- マスティン (USS Mustin, DD-413)

由来の人物は、海軍航空隊第3期生に志願し、巡洋艦ノースカロライナでのカタパルト射出実験に成功したヘンリー・C・マスティン大佐。
ニューポート・ニューズ造船所にて1937年12月20日起工、1938年12月8日進水、1939年9月15日就役。1946年7月クロスロード作戦にて標的として使用、1946年8月29日退役後、1948年4月18日海没処分。
- ラッセル (USS Russell, DD-414)

由来の人物は、米墨戦争と南北戦争に出撃し、モービル湾の海戦にケネベック号艦長として参戦したジョン・H・ラッセル少将。
ニューポート・ニューズ造船所にて1937年12月20日起工、1938年12月8日進水、1939年11月3日就役。1945年11月15日退役後、1947年9月売却。
- オブライエン (USS O'Brien, DD-415)　※オブライエン級(DD-51)以来三代目

由来の人物は、独立戦争中に英軍マーガレッタ号をマチャイアスから撃退したジェレマイア・オブライエンと4人の弟たち。
ボストン海軍工廠にて1938年5月31日起工、1939年10月20日進水、1940年3月2日就役。1942年9月15日ワスプ護衛中、伊号第十九潜水艦の雷撃により大破、1942年10月19日沈没。
- ウォーク (USS Walke, DD-416)　※ポールディング級(DD-34)以来二代目

由来の人物は、南北戦争中に北軍軍艦の艦長を歴任し、河川沿岸の制圧と陸軍部隊支援に従事したヘンリー・A・ウォーク少将。
ボストン海軍工廠にて1938年5月31日起工、1939年10月20日進水、1940年4月27日就役。1942年11月15日第三次ソロモン海戦にて戦没。
- モリス (USS Morris, DD-417)　※クレムソン級(DD-271)以来三代目

由来の人物は、擬似戦争以来従軍し、遠征中に病死したオリバー・ペリー提督に代わりアルゼンチン遠征隊を統率したチャールズ・モリス代将。
ノーフォーク海軍造船所にて1938年6月7日起工、1939年6月1日進水、1940年3月5日就役。1945年11月9日退役後、1947年8月2日売却。
- ロー (USS Roe, DD-418)　※ポールディング級(DD-24)以来二代目

由来の人物は、南北戦争中に南軍封じ込めの通商破壊戦に従事し、艦長を歴任したフランシス・A・ロー少将。
チャールストン海軍工廠にて1938年4月23日起工、1939年6月21日進水、1940年1月5日就役。1945年10月30日退役後、1947年8月売却。
- ウェインライト (USS Wainwright, DD-419)　※タッカー級(DD-62)以来二代目

由来の人物は、南北戦争時に士官3名を輩出したウェインライト家。父ジョナサン二世と従弟リチャードは戦時、子ジョナサン三世は戦後の海賊鎮圧時に全員戦死した。
ノーフォーク海軍造船所にて1938年6月7日起工、1939年6月1日進水、1940年4月15日就役。1946年7月クロスロード作戦にて標的として使用、1946年8月29日退役後、1948年7月5日標的処分。
- バック (USS Buck, DD-420)

由来の人物は、南北戦争時にブルックリン号に乗組み、重傷を押してニューオーリンズ攻略戦に参加した水兵ジェームズ・バック。
フィラデルフィア海軍造船所にて1938年4月6日起工、1939年5月22日進水、1940年5月15日就役。1943年10月9日サレルノ沖にてドイツ潜水艦U-616の雷撃により戦没。